# École européenne Paris La Défense
L'École européenne Paris La Défense est un établissement public d'enseignement français, qui bénéficie du statut d'école européenne agréée de type 2. Il s'agit d'une école intergouvernementale et bilingue fondée sur la convention des Écoles européennes. Elle est la quatrième école en France préparant au baccalauréat européen.

## Historique
Ouverte en septembre 2019 au pied du quartier de La Défense, l'école a pour vocation principale d’assurer une continuité éducative et linguistique aux enfants des fonctionnaires européens expatriés de Londres à la suite du Brexit.
Le dossier de conformité pour la création de l'école a été présenté au Conseil Supérieur des écoles européennes lors de la réunion du 9 au 12 avril 2019 à Athènes. 

## Financement
L'école européenne Paris La Défense est un établissement public gratuit. L'école s'inscrit dans le cadre du décret des EPLEI (établissements publics locaux d’enseignement international),.

## Effectifs
Pour sa deuxième année de fonctionnement durant l'année scolaire 2020/2021, l'école européenne a accueilli environ 225 élèves dans 13 classes différentes. Lorsqu'elle sera en pleine capacité dans ses nouveaux locaux, l'école européenne pourra accueillir plus de mille élèves.

## Fonctionnement
L'école suit le programme scolaire des Écoles Européennes dont le bureau général est basé à Bruxelles. 
L’école est accessible à tous mais les enfants des fonctionnaires européens et d’autres institutions européennes y sont prioritaires, les places restantes étant attribuées aux autres élèves avec un niveau de langue suffisant pour entrer dans une des sections linguistiques de l’école. L'école compte deux sections linguistiques : français et anglais.

## Localisation
L'école est partagée en deux sites : 
- Le primaire situé au 80, rue Eugène Caron à Courbevoie, accueillant les élèves des classes de M1 (moyenne section) jusqu'aux P5 (CM2).

- Le secondaire situé au 13 rue de l'industrie à Courbevoie hébergé par le lycée international Lucie Aubrac, accueillant les élèves des classes de S1 (6ème) à S7 (terminale).

Cette implantation sur deux sites devrait durer 4 à 5 ans, le temps nécessaire à la construction des nouveaux locaux de l'école sur la commune de Courbevoie. Ces nouveaux bâtiments accueilleront tous les élèves de l'école européenne Paris La Défense sur un seul site de la classe M1 à la classe S7.

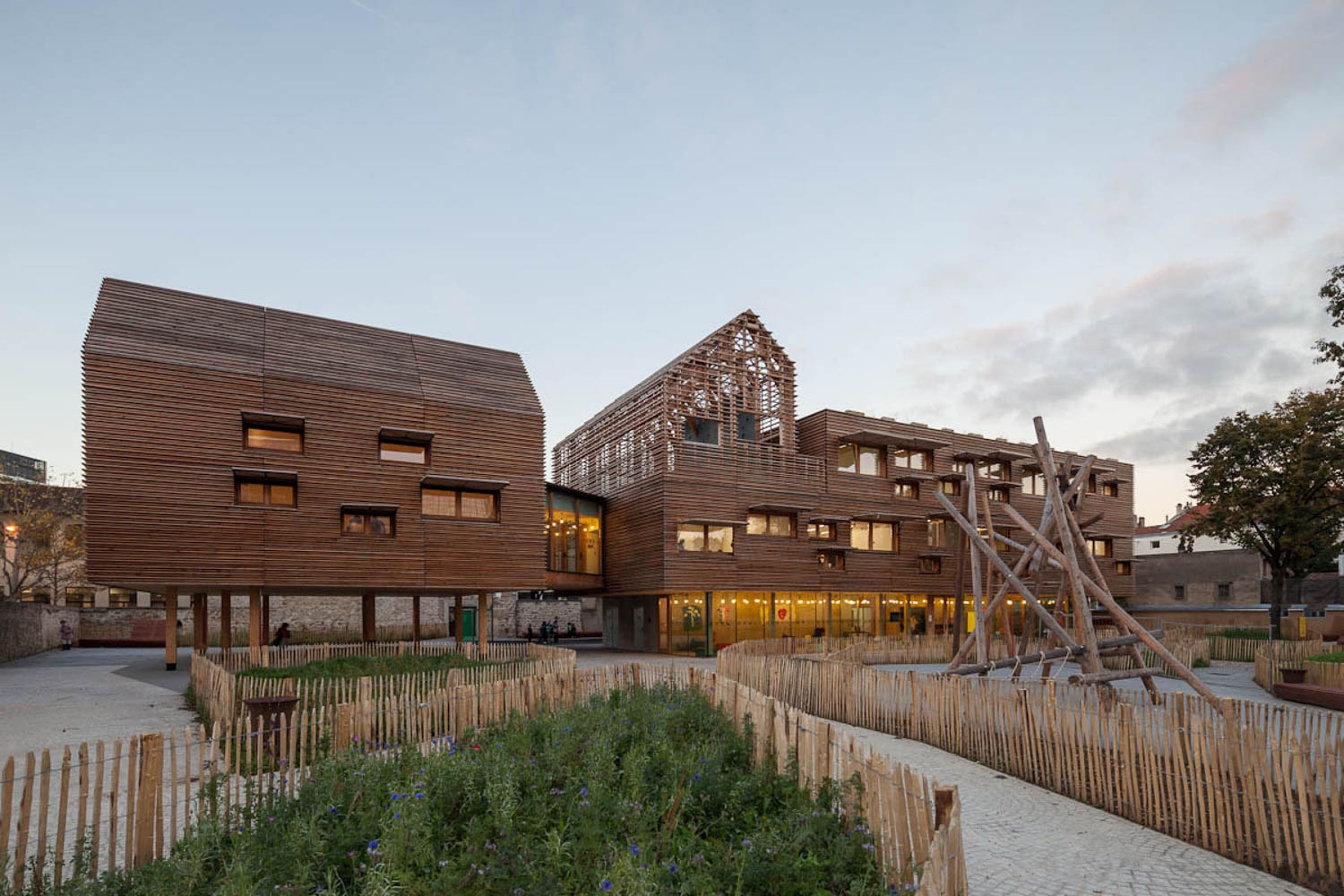
Ecole maternelle et primaire
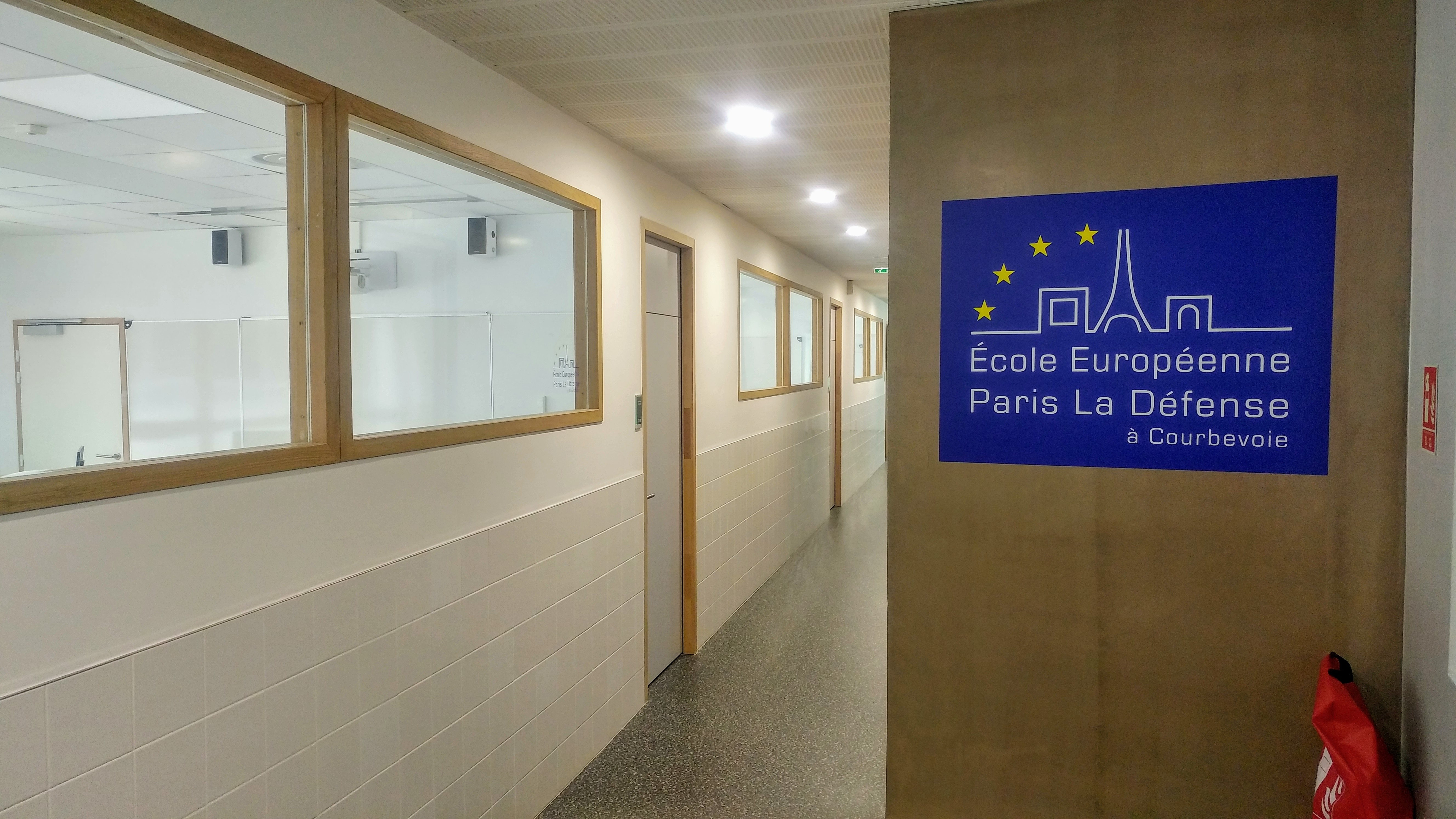
Accès aux salles de classe de l'école européenne